# 陳榴霞
陳榴霞（Chen Liu Xia，1929年－ ），籍貫：福建省 ，自小在黑龍江省哈爾濱 長大，曾肄業於福建省廈門大學及華僑大學。活躍於20世紀50年代的香港國語電影女明星。「永華演員訓練班」學員，畢業後簽約為「永華公司」基本演員，嬌小玲瓏，擅於唱歌。銀幕處女作國語文藝電影《海誓》（1949年11月22日公映），並演唱主題曲《漁女賣唱》。後來她到歐洲演唱，並成為國際電視女明星，她與雜技專家鍾夫陽從英國首都倫敦返回香港，在1962年6月10日(星期六)晚上11時於香港大會堂餐廳夜總會演出。

## 陳榴霞的電影
1. 國語文藝電影《海誓》（1949年11月22日公映），飾演賣唱漁女演唱主題曲《漁女賣唱》；
2. 國語文藝電影《歌女》（1951年11月22日公映），飾演歌女；
3. 國語文藝電影《翠翠》（1953年7月8日公映），飾演王姑娘；
4. 國語文藝電影《玫瑰玫瑰我愛你》（1954年5月13日公映），飾演歌舞團員；
5. 國語文藝電影《女兒心》（1954年7月16日公映），飾演霍錦江；
6. 國語文藝電影《新玉堂春》（1954年7月22日公映），飾演翠紅；
7. 國語歷史宮幃電影《王昭君》（1955年7月12日公映），飾演李婉華；

## 外部連結
- 香港電影資料館：陳榴霞參演電影的記錄[永久]
- 香港影庫：陳榴霞 （页面存档备份，存于）